# گوتنبرگ-شتنتسنگرایته
گوتنبرگ-شتنتسنگرایته (به آلمانی: Gutenberg-Stenzengreith) یک شهرستان در اتریش است که در وایتس واقع شده‌است. گوتنبرگ-شتنتسنگرایته ۲۷٫۸ کیلومتر مربع مساحت دارد.